# مسجد سلطان شکربار
مسجد سلطان شکربار مربوط به دوره تیموریان است و در سنگان، داخل شهر واقع شده و این اثر در تاریخ ۱۲ بهمن ۱۳۸۱ با شمارهٔ ثبت ۷۴۹۵ به‌عنوان یکی از آثار ملی ایران به ثبت رسیده است.